# Aigars Štokenbergs
Aigars Štokenbergs (ur. 29 sierpnia 1963 w Rydze) – łotewski prawnik i ekonomista, minister gospodarki (2006), rozwoju regionalnego i samorządności (2006–2007) oraz sprawiedliwości (2010–2011), poseł na Sejm, założyciel i przewodniczący Stowarzyszenia na rzecz Innej Polityki (SCP).

## Życiorys
W 1986 ukończył studia prawnicze na Uniwersytecie Łotwy w Rydze, po czym pracował w prokuraturze rejonowej w Rydze, a od 1988 do 1990 w przedsiębiorstwie Agrofirma Tērvete. Na początku lat 90. orzekał jako sędzia w Jurmale, po czym był zastępcą dyrektora generalnego państwowych służb ziemskich (VZD). W latach 1993–2001 pracował dla Banku Światowego, następnie praktykował jako adwokat. W 2001 został absolwentem ekonomii w szkole wyższej prowadzonej przez Bank Łotwy.
W latach 2004–2006 doradzał premierowi Aigarsowi Kalvītisowi. W 2006 został mianowany ministrem gospodarki w jego rządzie. W tym samym roku uzyskał mandat poselski z ramienia Partii Ludowej w okręgu wyborczym Vidzeme. W latach 2006–2007 sprawował funkcję ministra rozwoju regionalnego i samorządności w drugim rządzie dotychczasowego premiera. W październiku 2007 został wykluczony z Partii Ludowej i odwołany z funkcji ministra, po czym powrócił do wykonywania mandatu posła. W 2008 współtworzył socjalliberalną partię Stowarzyszenie na rzecz Innej Polityki, której został następnie przewodniczącym. Kierował nią do 2011, gdy ugrupowanie to współtworzyło jednolitą partię Jedność. W 2010 uzyskał mandat posła na Sejm X kadencji. 3 listopada tegoż roku został ministrem sprawiedliwości w gabinecie Valdisa Dombrovskisa. 6 czerwca 2011 przejął dodatkowo obowiązki ministra spraw wewnętrznych. Obie funkcje pełnił do 25 października 2011.
W tym samym roku nie wszedł w skład Sejmu XI kadencji. Zajął się wówczas prowadzeniem własnej działalności gospodarczej.